# Ai Weiwei
Ai Weiwei (en xinès: 艾未未; en pinyin: Ài Wèiwèi) (Pequín, 28 d'agost de 1957) és un artista xinès, dissenyador arquitectònic, comentarista i activista social. El 2021 va rebre el 35è Premi Internacional Joan B. Cendrós per "la denúncia de les violacions dels drets humans a través de la seva obra", una "defensa insubornable amb els valors democràtics l'ha portat a haver de viure exiliat".
Fill del prestigiós poeta xinès Ai Qing, a qui el govern xinès va desterrar a una granja de Manxúria l'any 1958, un any després del naixement de l'artista, prohibint-li publicar les seves obres. Quan finalment la seva família va tornar a Pequín el 1975, l'artista va entrar de ple en la vida cultural i reivindicativa de la ciutat. El 1978, va entrar a l'Acadèmia de Cinema i va fundar un grup d'art avantguardista, Star, compromès també políticament i amb el qual mai va deixar de col·laborar.
Ai Weiwei va ser l'assessor artístic en la construcció del Niu d'Ocell (Estadi Nacional de Pequín), on es van celebrar els Jocs Olímpics de Pequín de 2008. El Niu d'Ocell va ser el resultat d'una aliança d'empreses entre els arquitectes Jacques Herzog i Pierre de Meuron del grup Herzog & de Meuron, l'arquitecte Stefan Marbach i Ai Weiwei.
Una de les últimes creacions va ser la instal·lació Sunflower seeds: 100 milions de pipes de gira-sol de porcellana van envair la sala de turbines de la Tate Modern de Londres.

## Labor activista
Ai Weiwei va ser especialment conegut per les seves crítiques sobre la mala qualitat de construcció de les escoles destruïdes durant el terratrèmol de Sichuan de 2008. Al novembre de 2010 va ser arrestat al seu domicili després d'anunciar l'organització d'un sopar d'amics per al 7 de novembre a Xangai, amb el qual pretenia denunciar la demolició del seu estudi en aquesta ciutat, acció ordenada i executada per les autoritats xineses que negaven la legalitat de la construcció. Per la seva banda, Ai Weiwei va negar aquest extrem, assenyalant que tenia el beneplàcit de les autoritats de Xangai, i que l'actuació del govern només obeïa a un càstig contra ell pel seu suport a la dissidència al país. Poc després, el govern xinès va ordenar demolir el seu estudi, en què havia invertit un milió d'euros.

### Desaparició
El 3 d'abril de 2011 la família d'Ai en va denunciar la desaparició. El 7 d'abril el govern de la República Popular de la Xina va afirmar que Ai es trobava detingut en un lloc indeterminat per presumptes "delictes econòmics". El 22 juny de 2011 va ser alliberat sota fiança. Després del seu alliberament ha començat a denunciar casos de tortura en les presons de la Xina a través de Twitter. 

### Compromís amb els drets humans
El 21 d'abril de 2018, en el seu estudi de Berlín, es reuneix amb el president de la Generalitat Carles Puigdemont, manifestant el compromís dels dos amb els drets humans i la llibertat d'expressió.
El gener de 2021, fou una de les 50 personalitats que signà el manifest «Dialogue for Catalonia», promogut per Òmnium Cultural i publicat a The Washington Post i The Guardian, a favor de l'amnistia dels presos polítics catalans i del dret d'autodeterminació en el context del procés independentista català. Els signants lamentaren la judicialització del conflicte polític català i conclogueren que aquesta via, lluny de resoldre'l, l'agreuja: «ha comportat una repressió creixent i cap solució». Alhora, feren una crida al «diàleg sense condicions» de les parts «que permeti a la ciutadania de Catalunya decidir el seu futur polític» i exigiren la fi de la repressió i l'amnistia per als represaliats.
El desembre de 2021 va guanyar el Premi Internacional Joan Baptista Cendrós de la Nit de Santa Llúcia, que atorga Òmnium Cultural. L'entitat el va premiar pel seu compromís a l'hora de denunciar la repressió a Catalunya i a més per la seva denúncia de violacions dels drets humans arreu del món, també a la Xina.

## Pseudo «Gran Germà»
Cansat de ser espiat pel govern xinès va organitzar un pseudo-Gran Germà, mitjançant una càmera amb la qual el podia veure tothom per internet les 24 hores del dia, encara que el govern li va desbaratar en poques hores.

## Incident al PAMM
Un pintor de Miami va fer malbé en una ocasió una gerra d'Ai Weiwei que formava part de les setze del conjunt «Coloured Vases» de l'artista que estaven exposades al Pérez Art Museum de Miami. Aquest acte l'ha justificat el seu autor com a protesta per l'absència d'artistes locals en aquest centre. Les peces eren molt antigues, de la dinastia Han i l'artista xinès les havia cobert amb pintura industrial.

## Filmografia

### Com a director
- 2019: The Rest[15]
- 2017: Human Flow[16]
- 2012: Eerduosi 100 (Ordos 100)
- 2009: Lao ma ti hua (Disturbing the Peace)

### Cinema biogràfic
- Ai Weiwei: The Fake Case (Andreas Johnsen, 2013)
- Ai Weiwei: Never Sorry (Alison Klayman, 2012)
- Ai Weiwei, cordialment (Cheryl Haines i Gina Leibrecht, 2019)